# 국민공동통치연합
국민공동통치연합(스페인어: Unión Nacional Sinarquista 우니온 나시오날 시나르퀴스타[*])은 멕시코의 정치 기구이자 정당이다. 처음에는 천주교 극우 운동으로 시작하여 교권파시즘 및 팔랑헤주의 성향을 띠기 시작하여 제도혁명당 계열 정당들의 세속주의에 반대해왔고, 현재까지도 명맥을 잇고 있다.